# Silviu Lung
Silviu Lung ([ˈsilvju luŋɡ]; Sânmiclăuş, 9 settembre 1956) è un allenatore di calcio ed ex calciatore rumeno, di ruolo portiere.
È arrivato al 22º posto nella classifica del Pallone d'oro 1984.

## Biografia
Cresce in una famiglia rumena a Károly, nella Transilvania prossima al confine, tutti gli amici parlano in ungherese come nelle trasmissioni radiofoniche che ascolta in casa. Pratica vari sport, in particolare il basket, sfruttando la sua notevole altezza.
I suoi figli Silviu Lung Jr. e Tiberiu Lung sono stati anch'essi portieri della Nazionale rumena.

### Victoria Carei
Debutta giovanissimo in terza divisione, nella stagione 1972-73, sfruttando la norma che obbliga l'impiego di uno "juniores" nelle serie inferiori del calcio rumeno.

### Universitatea Craiova
Nel 1974-75 si trasferisce ai neo-campioni nazionali dell'Universitatea per fare da secondo a Florin Oprea. Un infortunio del portiere titolare gli consente di debuttare a fine agosto 1974 in Divizia A nell'1-0 contro la Politehnica Timisoara e a metà settembre in Coppa dei Campioni contro gli svedesi dell'Åtvidaberg.

## Palmarès

### Club
- Campionato rumeno: 3

Univ. Craiova: 1979-1980, 1980-1981
Steaua Bucarest: 1988-1989
- Coppa di Romania: 6

Univ. Craiova: 1976-1977, 1977-1978, 1980-1981, 1982-1983, 1992-1993
Steaua Bucarest: 1988-1989

### Individuale
- Calciatore rumeno dell'anno: 1

1984